# Moderaterne
|  | Denne artikel omhandler det danske parti Moderaterne. For det svenske parti af samme navn, se Moderaterna |
Moderaterne er et dansk politisk midterparti, der officielt blev stiftet den 5. juni 2022 efter en årelang stiftelsesproces. Partiet er blevet til på foranledning af tidligere statsminister Lars Løkke Rasmussen. Partiet har siden primo 2022 haft et fuldt dækkende regionalt organisatorisk netværk.
Partiets politiske leder og formand er Lars Løkke Rasmussen. Partiet er grundlagt på baggrund af en digital kultur, der giver det enkelte medlem en direkte adgang til at deltage i debatten i partiet. Kulturen fastholdes af fortsatte arrangementer i Det Politiske Mødested, samt at baglandet landet over mødes månedligt til "Gå til Politik", hvilket kombinerer online-indslag og lokale oplæg.

## Stiftelse og historie
Stiftelsen af Moderaterne er et resultat af det tumulte interne opgør i Venstres formandskab mellem Kristian Jensen og Lars Løkke Rasmussen, som endte i, at begge fratrådte deres poster, og Lars Løkke Rasmussen senere, d. 1. januar 2021 meldte sig ud af Venstre og d. 8. januar 2021 startede et såkaldt "Politisk Mødested". Siden meddelte Lars Løkke Rasmussen, at intentionen var at stifte et nyt dansk midterparti.
Partiets navn blev annonceret af Lars Løkke i en tale på Grundlovsdag 5. juni 2021. Samtidig fortalte han, at hans hovedscenarie var, at partiet ville blive stiftet efter kommunalvalget 2021, men at indsamlingen af de krævede 20.182 vælgererklæringer allerede ville begynde før den planlagte partistiftelse, for at muliggøre deltagelse i et eventuelt tidligt folketingsvalg i selvsamme efterår.
Den 15. september 2021 havde partiet indsamlet vælgererklæringer nok til at kunne stille op til næste folketingsvalg, men Lars Løkke Rasmussen valgte ikke at lukke indsamlingen men lade den køre videre ca. 5½ måned mere. Partiet blev således først opstillingsberettiget i 2022.
Den officielle lancering af partiet samt åbning af hjemmeside og medlemstegning til partiet Moderaterne begyndte søndag d. 16. januar 2022.
Den 2. marts 2022 meddelte Lars Løkke Rasmussen, at underskriftsindsamlingen til opstilling af partiet Moderaterne til folketingsvalg var afsluttet, og at Indenrigsministeriet nu ville gennemgå de indsamlede underskrifter for godkendelse. Den 14. marts 2022 forelå godkendelsen fra Indenrigsministeriet, og partiet stillede op med partibogstavet M.

## Politik
Partiet er et midterparti med socialliberalisme som primær ideologi. Partiet vil gøre op med en opdeling i 'rød og blå blok' og har som formål at støtte en regering, der består af partier fra begge blokke. Lars Løkke Rasmussen forklarede i 2021, at partiet skulle være et centrumorienteret parti, "der har ambition om at blive en fornuftig, pragmatisk og udogmatisk stemme i den politiske debat, der kan skabe fremdrift og forandringer i et krydsfelt mellem en ‘blå blok’, der martres af værdipolitikken og en ‘rød blok’, der hænger fast i et fortidigt syn på individ og stat.". Partiet trækker derfor også på politik både fra den liberale og den socialistiske ideologi, men især også fra "hverdagens eksperter" gennem Det Politiske Mødested og andre borgermøder.
I den økonomiske politik ønsker partiet at bevare den danske velfærdsmodel, men vil samtidig også arbejde for lavere skat. Desuden skal det være muligt at tilkøbe private velfærdsydelser og mere velfærd skal leveres af private firmaer. Partiet mener, at det danske velfærdssystem skal bevares, fordi det sikrer den enkeltes muligheder for at udleve sine drømme. Der skal samtidig være bedre muligheder for at tilpasse sit arbejds-, familie- og studieliv, så det passer til den enkeltes situation. Moderaterne mener også, at unges mistrivsel skal løses ved at engagere unge i fritidsaktiviteter, fokusere på feedback i stedet for karakterer i ungdomsuddannelserne og de foreslår også en 'Borgerpligt', hvor "unge, uanset køn, bruger et halvt år på at arbejde for fællesskabet og fremtidens Danmark."
Moderaterne er tilhængere af dansk medlemskab af EU og europæisk integration, hvori de mener at det europæiske samarbejde skal udbygges på områder som sikkerhed, klima og handel. De støtter også op om det danske medlemskab af NATO og at Danmark skal bruge flere penge på militært forsvar.

## Organisation
Partiet var frem til det stiftende årsmøde 5. juni 2022 organiseret med Lars Løkke Rasmussen som politisk leder. Medlemmerne, der deltager på årsmødet, vælger årligt den politiske leder. Lars Løkke Rasmussen har siden partiets stiftelse været valgt som politisk leder.
Anders Schiermer var partisekretær og Jakob Engel-Schmidt var politisk chef frem til november 2022. Siden november 2022 har Kirsten Munch Andersen været partisekretær for Moderaterne og ansvarlig for sekretariatet på Christiansborg.
Moderaterne har en hovedbestyrelse og 10 regionale storkredse. Moderaterne er i færd med at udbygge partiet med 98 kommunale enheder.

## Repræsentation
Lars Løkke Rasmussen var indtil Folketingsvalget 2022 partiets eneste repræsentant i Folketinget. Ved valget fik partiet indvalgt i alt 16 mandater og blev dermed Folketingets tredjestørste parti.
Bergur Løkke Rasmussen, som var indtrådt i Europa-Parlamentet i 2022 som afløser for Søren Gade, skiftede i marts 2023 parti fra Venstre til Moderaterne som derved blev repræsenteret i Europa-Parlamentet og i Region Hovedstaden, hvor Bergur også sad.
I april 2023 gik Jon Stephensen på sygeorlov efter at det kom frem i medierne at han havde skrevet "upassende beskeder" til et 19-årigt medlem af Moderaternes ungdomsparti, Unge Moderater. I august 2023 forlod Jon Stephensen Moderaterne og blev løsgænger, hvorved partiets folketingsgruppe blev reduceret til 15 medlemmer.
I november 2023 gik Mike Fonseca, som på daværende tidspunkt var 28, på sygeorlov og blev ekskluderet fra Moderaterne efter at det kom frem i medierne at han var kæreste med en 15-årig.
Partiet deltog ikke i kommunalvalget 2021, men havde pr. marts 2024 alligevel 22 kommunalbestyrelsesmedlemmer, som oprindeligt var valgt for andre partier.
Fremme ved Europa-Parlamentsvalget 2024 i Danmark opnåede partiet et mandat i Europa-Parlamentet med spidskandidaten Stine Bosse. Ved valget opnåede Bosse det 4. højeste personlige stemmetal på tværs af alle partier med 86.888 stemmer.
I september 2024 meldte folketingsmedlem Jeppe Søe sig ud af partiet og blev løsgænger efter en sag om dårligt arbejdsmiljø i partiets sekretariat.

## Valgresultater

### Folketingsvalg
| Valg | Leder                | Stemmer | %   | Mandater | +/–       |
| ---- | -------------------- | ------- | --- | -------- | --------- |
| 2022 | Lars Løkke Rasmussen | 327.699 | 9,3 | 16 / 179 | Nyt parti |

### Europaparlamentsvalg
| Valg | Spidskandidat | Gruppe | Stemmer | % | Mandater | +/–       |
| ---- | ------------- | ------ | ------- | - | -------- | --------- |
| 2024 | Stine Bosse   | RE     | 145.698 | 6 | 1 / 15   | Nyt parti |